# Tyfors
Tyfors är en by i Ludvika kommun, Dalarnas län, cirka 1 mil väster om Fredriksberg. Tyfors ligger där länsväg 245 från Ludvika ansluter till riksväg 26, nära gränsen mellan Dalarna och Värmland. 
1790 anlades ett järnbruk, och år 1800 flyttades stålsmidet hit från Strömsdal, men fördes 1849 till Gravendal. Järnhanteringen i Tyfors lades ner 1882. 1863 byggdes ett sågverk, och 1888 ett träsliperi för framställning av mekanisk pappersmassa, som var igång till 1917. Sågen var igång fram till 1937, men fortsatte för husbehov fram till 1957. Under andra världskriget fanns en anläggning för tillverkning av bomullskrut. 
På orten finns motorsportanläggningen Hedparken, där årligen folkracetävlingen Hedparksfestivalen hålls, i regi av Fredriksbergs Motorklubb.

## Järnväg
Orten passerades fram till linjens nedläggning 1963 av Säfsnäs järnväg mellan Neva station på Inlandsbanan via Fredriksberg till Hörken/Hällefors på Bergslagsbanan. Banorna användes för godstransporter, men under krigsåren förekom även personaltransporter.

## Krutfabriken i Tyfors
När kriget i Europa bröt ut 1939 stod Sverige inför en situation där mycket ammunition behövde produceras på kort tid. AB Bofors kunde inte producera krut i tillräcklig mängd varför krigsproduktion blev nödvändig. Anläggningen i Tyfors byggdes i samarbete med Hellefors bruk, som bland annat försörjde anläggningen med arbetskraft. I huvudsak producerades bomullskrut. Platsen valdes på grund av sitt strategiska läge, långt inne i landet, men ändå med goda förbindelser, tack vare järnväg (stationen i Neva), och vägsystem av god kvalité.
Militär trupp förlades till området, som bland annat betjänade ett antal luftvärnsbatterier, då flygangrepp var det största hotet. Anläggningen överflögs vid minst ett tillfälle under kriget, och det finns muntliga uppgifter om att tyskt flyg skall ha beskjutits. Det finns dock inget som styrker dessa uppgifter.
Fabriken byggdes i två delar, med en ovanjordsdel och en bergförlagd del. Fabriken producerade krut under hela kriget, och produktionen upphörde i stort sett samma dag som kriget upphörde.
Metoderna som användes i Tyfors var relativt primitiva, och passade för massproduktion under krigstid, men inte för fredsmässig produktion. Anläggningen utvecklades därför inte vidare. Istället utvecklades tekniken på annan, mer rationell plats. Anläggningen fanns dock kvar för reservproduktion till och med 1973. Platsen har efterhand förfallit, men finns till del kvar ännu idag. 
SVT har gjort ett reportage om anläggningen i serien "Hemliga svenska rum".